# Каори Каванака
Каори Каванака (јап. 川中香緒里; Котоура, 3. август 1991) је стреличарка из Јапана. 
На летњим олимпијским играма 2012. године у Лондону је освојила бронзану медаљу у екипном тамкичењу. У појединачној конкуренцији је заузела 33. место.

## Важнији резултати
| Такмичење       | Дисциплина  | Коло за пласман | Коло за пласман | Коло 64 так.       | Коло 32 так.       | Коло 16 так          | Четвртфинале        | Полуфинале               | Финале             | Финале            | Детаљи |
| Такмичење       | Дисциплина  | Резултат        | Пласман         | Противник Резултат | Противник Резултат | Противник Резултат   | Противник Резултат  | Противник Резултат       | Противник Резултат | Место             | Детаљи |
| --------------- | ----------- | --------------- | --------------- | ------------------ | ------------------ | -------------------- | ------------------- | ------------------------ | ------------------ | ----------------- | ------ |
| СП Торино 2011. | појединачно |                 |                 |                    |                    |                      |                     |                          |                    | 57.               |        |
| СП Торино 2011. | екипно      |                 |                 |                    |                    |                      |                     |                          |                    | 9.                |        |
| ОИ Лондон 2012. | појединачно | 646             | 28              | Шу (FRA) · ИЗГ 2-6 | Није се пласирала  | Није се пласирала    | Није се пласирала   | Није се пласирала        | Није се пласирала  | Није се пласирала |        |
| ОИ Лондон 2012. | екипно      | 1965            | 5               |                    |                    | Украјина ПОБ 207-192 | Мексико ПОБ 219-209 | Јужна Кореја ИЗГ 206-221 | Русија ПОБ 209-207 |                   |        |